# Luciobarbus bocagei
Luciobarbus bocagei är en fiskart som först beskrevs av Steindachner, 1864.  Luciobarbus bocagei ingår i släktet Luciobarbus och familjen karpfiskar. IUCN kategoriserar arten globalt som livskraftig. Inga underarter finns listade i Catalogue of Life.